# Casa del Empeño de Alcira
La Casa del Empeño de Alcira es un edificio público situado en la calle de San Roque, 16, en el municipio de Alcira. Es Bien de Relevancia Local con identificador número 46.20.017-013.La casa se encuentra dentro del casco antiguo de la Villa que todo él está catalogado como Bien de Interés Cultural.
El inmueble también es conocido por el nombre de Casa del Carbón(por su uso como depósito del material para el combustible) y también como Casa Alós. Es sede del Museo Municipal de Alcira.

## Historia y descripción
Es conocido popularmente como Casa del Empeño por haber sido Monte Pío de Labradores de la Real Villa de Alcira y demás pueblos agregados, según consta en 1779.
También se la conoce como Casa Alós, tratándose de una vivienda, de estilo gótico-renacentista, a dos manos y tres alturas, que además cuenta con patio y cuadra, tipología de vivienda propia de una familia acomodada de los siglos XIX, XX. En ella se distinguen distintos aposentos, los cuales reproducen el ambiente de la época a través de su mobiliario, objetos, indumentaria, juguetes, fotografías y documentos. En el desván de la casa se pueden contemplar, temporalmente, diferentes aspectos de la tradición local: oficios, como por ejemplo el zapatero, el hojalatero, el platero, el remendón de barreños y lebrillos, el colchonero y el constructor de carros, entre otros.
La casa fue adquirida por el Ayuntamiento de Alcira que procedió a su rehabilitación y acondicionamiento como sede del Museo Municipal de Alcira (MUMA). 